# Jay Threatt
Jay L. Threatt (Richmond, Virginia, 8 de agosto de 1989) es un jugador de baloncesto estadounidense que pertenece a la plantilla del Wilki Morskie Szczecin de la PLK, la primera división del baloncesto polaco. Con 1,80 metros de estatura, juega en la posición de base.

## Trayectoria deportiva
Jugó una temporada con los George Mason Patriots de la Universidad George Mason y tres temporadas con los Delaware State Hornets de la Universidad Estatal de Delaware, situada en Dover, desde 2009 a 2012.
Tras no ser elegido en el Draft de la NBA de 2012, en el mes de julio firmó su primer contrato profesional con el Snæfell de la Úrvalsdeild karla (baloncesto) islandesa. En las filas del conjunto islandés fue nombrado MVP en el partido de las estrellas en enero de 2013, anotando un triple-doble en el juego con 21 puntos, 11 rebotes y 10 asistencias. Durante la temporada regular promedió 18 puntos y lideró la liga 9.5 asistencias por partido, lo que ayudó a Snæfell a terminar con un tercer mejor récord de 16-6.
Tras acabar la temporada lesionado, firmó por el MLP Academics Heidelberg de la ProA (Basketball Bundesliga), la segunda división alemana.
El 20 de noviembre de 2014 firmó con el equipo finlandés BC Nokia de la Korisliiga. 
En la temporada 2015-16, forma parte del CS Phoenix Galaţi de la Liga Națională rumana.
Desde 2016 a 2018 jugaría en la PRO B, la segunda categoría francesa en las filas del Poitiers Basket 86 y en la siguiente temporada en el Denain Voltaire Basket, regresando en 2018 al Poitiers Basket 86.
En la temporada 2018-19 se marcha a Lituania para jugar en el Pieno žvaigždės de la LKL.
En la temporada 2019-20 firma por el Stal Ostrów Wielkopolski de la PLK polaca, en el que jugaría durante temporada y media.
El 20 de enero de 2021 firmó por el Spójnia Stargard de la PLK polaca.
En verano de 2021, firma por el Larisa B.C. de la A1 Ethniki, para disputar la temporada 2021-22.
El 24 de noviembre de 2021, se une a las filas del Wilki Morskie Szczecin de la Polska Liga Koszykówki polaca.